# Sami kildin
El sami kildin és una llengua sami parlada per unes 500 persones en la Península de Kola, al nord-est de Rússia. Aquest idioma s'escriu en alfabet ciríl·lic.
Originalment, el kildin sami es parlava en zones agrupades de la part continental i costanera de la península de Kola. Avui dia, els parlants de kildin sami es poden trobar a les zones rurals i urbanes, inclòs el centre administratiu de l'oblast.La zona de Lovozero té la concentració més alta de parlants. Altres parlants de kildin sami es troben dispersos pels pobles i petites ciutats de la península: Revda, Kola, Loparskaya, Teriberka, però també es poden trobar a ciutats més grans de l'oblast de Murmansk com Olenegorsk i Apatity. Lovozero és conegut com el lloc principal on la llengua encara és parlada per entre 700 i 800 samis ètnics d'una població total d'aproximadament 3.000 habitants. No obstant això, avui els saami són només una minoria a Lovozero: la gran majoria de la població està formada per russos i Izhma Komi. La llengua només té uns 100 parlants actius i potser 600 passius. Com a resultat de la reubicació, la migració i el moviment forçat del grup, la comunitat s'ha fragmentat realment i s'ha dividit en altres àrees de la regió de Múrmansk, la qual cosa condueix a una incapacitat per a la reactivació i el sosteniment de la seva llengua, tradicions, costums i creences.